# 油網包

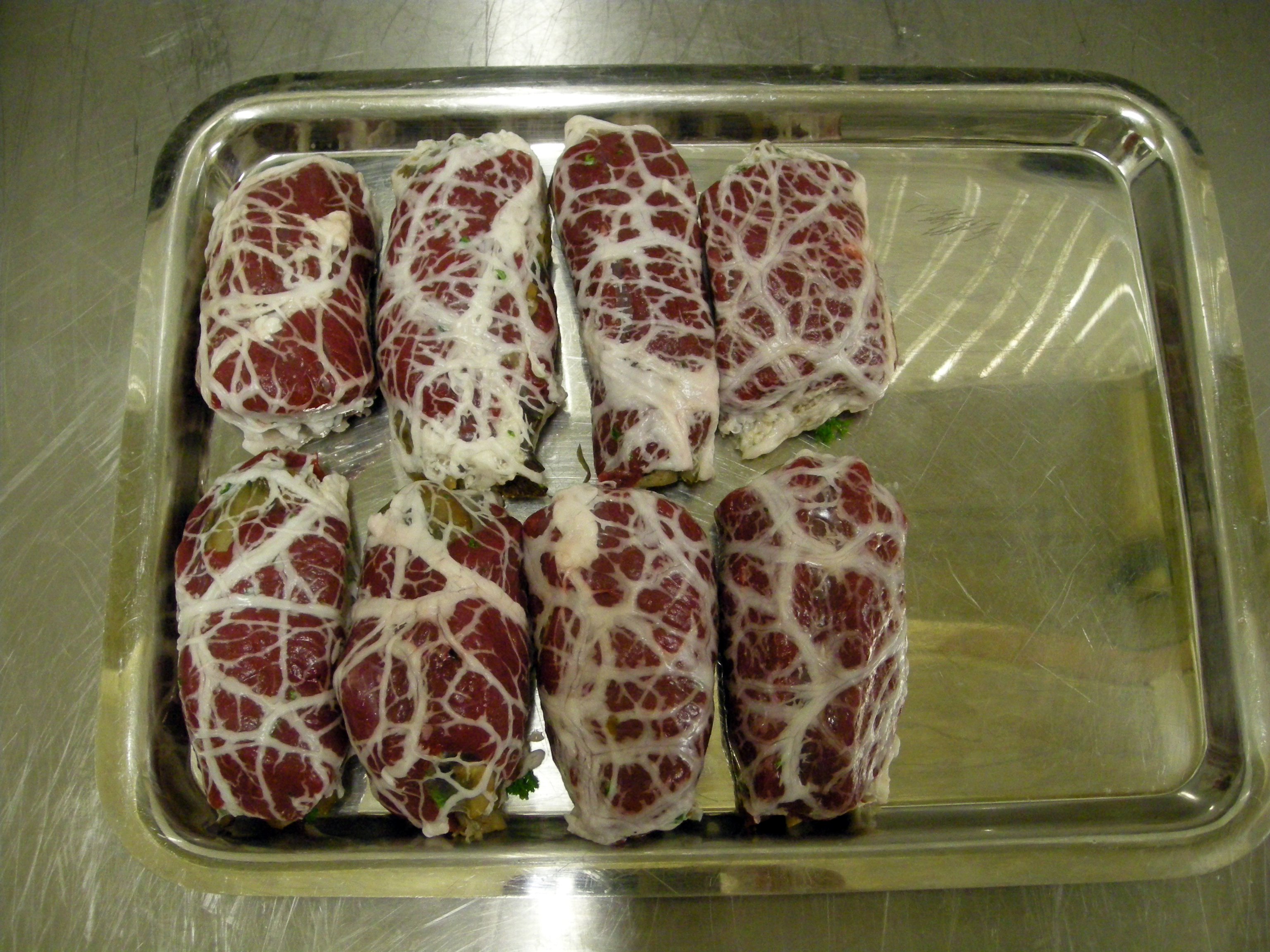
鴕鳥油網包 (2881851130)

油網包是扁平的小香腸，有時也稱為一小塊香腸。它的形狀類似於香腸餅，呈現圓形和扁平狀。
它由豬肉、火雞、小牛肉、羊肉或雞肉製成，甚至可以由松露製成。
油網包用網油包裹，而不是包裹在腸衣中。它通常用麵包的外層烹飪並用黃油炒。

## 名稱
“crépine”一詞在法語中代表豬的大網膜。
該名稱起源於13世紀下半葉，命名為“小裝飾性縐綢”，源於縐綢一詞。
在食譜中，術語“小餡餅”有時僅用於指小餡餅的內容物。這與我們在其他國家或地區發現內容物和菜餚本身相同的可麗餅，卻可由crépinette或拼音成crepinette來描述的道理相同。

## 定義
小餡餅是將切碎的肉包裹在腸膜中製成。
儘管它的外皮與香腸不同，但通常被稱為香腸料理。在許多法國詞典中，它也被描述為圓形和扁平狀。
油網包的特色是將球形肉塊包裹成薄片。

## 餡料
油網包的餡料可以用豬肉末、雞柳、細碎的野禽肉末、羊肉小麵包、小腿腎臟、雲雀或兔子以及鰻魚的切片製成。

## 烹飪器具
用平底鍋或烤架烹飪。